# John Armellino
John Ralph Armellino (* 21. Februar 1921 in West New York, New Jersey; † 17. September 2004 in North Palm Beach, Florida) war US-amerikanischer Soldat im Zweiten Weltkrieg und 1951–1971 Bürgermeister der Stadt West New York in New Jersey.

## Zweiter Weltkrieg
Als Sohn italienischer Einwanderer aus Campobasso in West New York geboren, absolvierte John Armellino die New York Military Academy und ging danach an das Virginia Military Institute. Beim Kriegseintritt der USA war er im Rang eines Second Lieutenant und kämpfte zuerst in Nordafrika und Sizilien. Als Kommandant einer Kompanie des 16. Regiments der 1. US-Infanteriedivision nahm er 1944 an der Invasion in der Normandie teil. Am Omaha Beach wurde er von einem Granatsplitter getroffen und verlor dadurch sein rechtes Bein.
John Armellino wurde mehrfach ausgezeichnet, unter anderem erhielt er den Bronze Star, den Silver Star (dreimal), das Purple Heart und das Distinguished Service Cross. 1946 verließ er die Armee im Rang eines Major.

## Politik
Nach der Rückkehr ins Zivilleben ging Armellino in die Politik. 1951 übernahm er das West New Yorker Bürgermeisteramt von John E. Otis jr., zudem war er im Board of Chosen Freeholders, der Regierung des Hudson Countys vertreten.
1971 wurde er wegen Begünstigung illegaler Glücksspielaktivitäten des Mafiosos Joseph „Bayonne Joe“ Zicarelli zu vier Jahren Haft verurteilt. Interimistischer Bürgermeister wurde Lawrence T. Havey, die folgende Wahl gewann Anthony DeFino.
John Armellino zog 1982 in den Alterssitz North Palm Beach in Florida, wo er 2004 im Alter von 83 Jahren und wurde in North Bergen, New Jersey, beigesetzt.